# رويا محبوب
رويا محبوب ‏ (1987 في هراة - ) رائدة أعمال من أفغانستان.